# Monkey Dust
Monkey Dust é um desenho animado para adultos, de humor negro, que conta a história de diversas personagens que têm vidas disfuncionais em decorrência da violência, sexo, drogas, injustiças, solidão, niilismo e muitos outros vícios e infortúnios humanos. Criado por Harry Thompson, teve um total de 3 temporadas (18 episódios) que foram exibidas na Inglaterra, pelo canal BBC-3, entre 2003-2005.

## No Brasil
No Brasil, o desenho foi exibido em 2009 pelo canal de TV por assinatura I-Sat durante o bloco Adult Swim. Atualmente não há previsão de volta.

## Em Portugal
Em Portugal, a série foi emitida no canal SIC Radical sob o nome "Aldeia dos Macacos".

## Polêmica
Na Inglaterra, em 2004, o desenho era exibido todas as terças-feiras às 22:15, no BBC3, e gerou controvérsias devido à utilização, considerada excessiva, de Humor Negro na série, mostrando assassinatos explícitos e até cenas de estupro. A série foi cancelada no final de sua 3ª temporada, totalizando 18 episódios.

## Episódios
Monkey Dust contém 18 episódios ao todo, no qual não tem um nome próprio, mas sim coloca-se o nome de quem atua neles.

## DVD
Em 2007 foi lançado um box com todos os 18 episódios, cada Dvd com 4 episódios.